# Gathynia pernigrata
Gathynia pernigrata är en fjärilsart som beskrevs av W. Warren 1896. Gathynia pernigrata ingår i släktet Gathynia och familjen Uraniidae. Inga underarter finns listade i Catalogue of Life.